# NGC 5953
NGC 5953 (również PGC 55480 lub UGC 9903) – galaktyka spiralna (S0-a), znajdująca się w gwiazdozbiorze Węża. Odkrył ją William Herschel 17 kwietnia 1784 roku. Jest to galaktyka z aktywnym jądrem typu LINER, jest też zaliczana do galaktyk Seyferta typu 2. Galaktyka ta oddziałuje grawitacyjnie z sąsiednią NGC 5954. Para ta została skatalogowana jako Arp 91 w Atlasie Osobliwych Galaktyk i znajduje się w odległości około 87 milionów lat świetlnych od Ziemi.